# Josep (film)
Josep è un film d'animazione biografico diretto dal fumettista francese Aurel, al suo esordio alla regia. Tratta dell'esperienza del disegnatore spagnolo Josep Bartolí durante il suo periodo di detenzione in diversi campi di concentramento in Francia, dove si era rifugiato come profugo durante la guerra civile spagnola.